# 社会现实
社会现实（或社会实在、社会真实）不同于生物現實或个体认知现实，它表示通过社会互动建立的現象學层面，从而超越了个人动机和行为。社会现实作为人类对话的产物，可视作由社群公认的社会信条组成，因此包含了相对稳定的法律和社会表征。激进建构主义认为，社会现实是观察者（无论是否包括当前观察者本身）之间达成一致的产物。

## 舒茨、涂尔干和斯宾塞
現象學传统的哲学家已经详述了社会现实的问题，尤其是阿尔弗雷德·舒茨，他使用术语“社会世界”来表示这种不同的现实层次。在社会世界中，舒茨区分了可直接体验的社会现实（umwelt）和超越眼前视野的社会现实，后者如果被寻找到仍然可以体验。在他之后，民族学方法论进一步探索了我们的日常能力与社会现实之间未阐明的结构。
此前，社会学和其他学科也有该话题的相关论述。例如，埃米尔·涂尔干强调了“社会王国”的独特性质：“观念在社会王国比在其他任何地方都更能成为现实。”赫伯特·斯宾塞创造了“超个体”一词，以表示现实的社会层面超过生物和心理层面。

## 塞尔
约翰·塞尔使用言語行為理論来探索社会/制度现实的性质，以描述社会现实的层面，“例如婚姻、财产、雇用、解雇、战争、革命、鸡尾酒会、政府、会议、工会、议会、公司、法律、餐馆、假期、律师、教授、医生、中世纪骑士和税收”。
塞尔认为，这种制度现实在他所说的“系统性关系（例如政府、婚姻、公司、大学、军队、教堂）”中相互作用，从而创造出多层次的社会现实。
塞尔认为，語言是社会现实形成的关键，因为“语言恰恰被设计成制度事实的自我认同范畴”，也就是被大众广泛接受的符号系统，它“独立于参与者的冲动和倾向，随着时间的推移而持续存在”。

## 客观/主观
社会理论中，社会现实是独立于人们的参与而存在，还是仅由人类持续互动的过程创造（如社会建构主义），仍是一个争议话题。
彼得·柏格主张关注现实的社会建构的基本过程。伯格指出，现实的社会建构是由三个步骤组成的过程：外化、客体化和内化。类似地，隆納·大衛·連恩等后萨特主义者强调：“一旦经验的某些基本结构被共享，它们就会被作为客观实体来体验......它们具有部分自治现实的力量和特征，有自己的生活方式”。然而与此同时，連恩坚持认为，这样一个社会上真实的群体“只能是其成员的观点和行为的多样性……即使通过每个人综合的多样的内化，这个综合的多样性会变得在空间上无处不在，在时间上持久”。
独立于个体或生态的社会现实，似乎与知觉心理学的观点不一致，包括詹姆斯·吉布森的观点，也与大多数生態經濟學理论的观点不一致。
约翰·塞尔等学者一方面主张：“社会建构的现实预设了一个独立于所有社会建构的现实”。同时，他承认社会现实是人为创造的：“理解制度事实的持续存在的秘诀很简单，直接相关的个人和足够数量的相关社群成员必须持续承认和接受此类事实的存在”。

## 延伸阅读
- Alfred Schutz, The Problem of Social Reality (1973)
- Berger, P. L. and Luckmann, T. 1966 . The Social Construction of Reality: A Treatise in the Sociology of Knowledge, New York: Penguin Books